# Coryphella browni
Coryphella browni är en snäckart som beskrevs av Picton 1980. Coryphella browni ingår i släktet Coryphella och familjen Flabellinidae. Inga underarter finns listade i Catalogue of Life.